# Machadobelba spathulifer
Machadobelba spathulifer är en kvalsterart som beskrevs av Sandór Mahunka 1987. Machadobelba spathulifer ingår i släktet Machadobelba och familjen Machadobelbidae. Inga underarter finns listade i Catalogue of Life.